# 웨더 지하기구
웨더 지하기구(영어: Weather Underground Organization; WUO), 일명 웨더멘(Weathermen)은 1970년대에 활동한 미국의 극좌 테러 조직이다.